# Condado de Terrell (Georgia)
El condado de Terrell (en inglés: Terrell County), fundado en 1856, es uno de 159 condados del estado estadounidense de Georgia. En el año 2000, el condado tenía una población de 10 970 habitantes y una densidad poblacional de 13 personas por km². La sede del condado es Albany. El condado recibe su nombre por William Terrell.

## Geografía
Según la Oficina del Censo, el condado tiene un área total de 874 km² (337,5 mi²), de la cual 869 km² (335,5 mi²) es tierra y 6 km² (2,3 mi²) (0.67%) es agua.

### Condados adyacentes
- Condado de Webster (norte)
- Condado de Sumter (noreste)
- Condado de Lee (este)
- Condado de Dougherty (suroeste)
- Condado de Calhoun (suroeste)
- Condado de Randolph (oeste)

## Demografía
Según el censo de 2000, había 10 970 personas, 4002 hogares y 2913 familias residiendo en la localidad. La densidad de población era de 13 hab./km². Había 4460 viviendas con una densidad media de 5 viviendas/km². El 37.95% de los habitantes eran blancos, el 60.69% afroamericanos, el 0.20% amerindios, el 0.35% asiáticos, el 0.03% isleños del Pacífico, el 0.09% de otras razas y el 0.69% pertenecía a dos o más razas. El 1.24% de la población eran hispanos o latinos de cualquier raza.
Los ingresos medios por hogar en la localidad eran de $26 969, y los ingresos medios por familia eran $31 693. Los hombres tenían unos ingresos medios de $27 320 frente a los $19 895 para las mujeres. La renta per cápita para el condado era de $13 894. Alrededor del 28.60% de la población estaban por debajo del umbral de pobreza.

## Transporte

### Principales carreteras
- U.S. Route 82
- Ruta Estatal de Georgia 32
- Ruta Estatal de Georgia 45
- Ruta Estatal de Georgia 55
- Ruta Estatal de Georgia 118
- Ruta Estatal de Georgia 520

## Localidades
- Bronwood
- Dawson
- Parrott
- Sasser